# Antológiasorozat
Az antológiasorozat olyan irodalmi, rádiós, televíziós vagy filmsorozat, amelynek részei, epizódjai, évadjai, szegmensei vagy rövidfilmjei más-más történetet mutatnak be különböző szereplőkkel. Az antológiasorozatnak nincs műfaji megkötése. Noha az egyes epizódokban általában más és más szereplői vannak, de a múltban számos sorozat, mint például a Four Star Playhouse, állandó színészcsoportot foglalkoztatott, akik minden héten más drámában tűntek fel. Néhány antológiai sorozat, például a Studio One, rádióban kezdődött, majd átköltözött a televízióba.

## Etimológia
A szó az ókori görög ἀνθολογία (anthología, „virággyűjtés”), ἀνθολογέω (anthologéō, "virágokat gyűjtöm"), ἄνθος (ánthos, "virág") + λέγω (légō, "összegyűlök, felszed, gyűjt") szavakból alkotta Meleagrosz közel i.e 60-ban, eredetileg Στέφανος (στέφανος (stephanos "koszorú")), névvel hogy leírja a költészeti gyűjteményeket, amit később átnevezett antológiának - lásd: görög antológia. Anthologiai kis görög versek és epigrammák gyűjteménye volt, mert a görög kultúrában a virág szimbolizálta azokat a finomabb érzéseket, amelyeket csak a költészet tud kifejezni.

## Rádió
Sok népszerű régi rádióműsor antológia sorozat volt. Néhány sorozatnál, például a Inner Sanctum Mysteries-nél, az egyetlen állandó a házigazda volt, aki bemutatta és befejezte az egyes drámai előadásokat. Az egyik legkorábbi ilyen program a The Collier Hour volt, amelyet az NBC Blue Network közvetített 1927 és 1932 között. A rádió első jelentős drámai antológiájaként a Collier's Weekly magazin történeteit és sorozatait adaptálta az előfizetők számának növelése érdekében, hogy versenytársa lehessen a The Saturday Evening Post-nak. A magazin minden heti terjesztését megelőző szerdán adásba került a program hamarosan vasárnapokra költözött, hogy elkerülje a magazinban egyszerre megjelenő történetek élvezetének elrontását.
A rádióantológia sorozatok tudományos-fantasztikus, horror, feszültségkeltő és rejtély műfajok számára nyújtottak formátumot.

## Televízió
A televíziózás történetében az élő antológiai drámák különösen népszerűek voltak az 1950-es években, a televíziózásnak az aranykorában olyan sorozatokkal, mint a The United States Steel Hour és a The Philco Television Playhouse.
Dick Powell egy antológiai sorozat ötletével állt elő, Four Star Playhouse címmel, amelyben négy állandó színész volt, akikhez hetente új színészek csatlakoztak, összesen négy színészt váltogatva. A négy fő-színészé lett a stúdió és a program, ahogy Lucille Ball és Desi Arnaz sikeresen teljesített a Desilu stúdióval. Powell szándéka szerint a programban ő, Charles Boyer, Joel McCrea és Rosalind Russell szerepelt. Amikor Russell és McCrea visszalépett, David Niven érkezett a fedélzetre harmadik színészként. A negyedik színész kezdetben vendégszínész volt. A CBS-nek tetszett az ötlet, és a Four Star Playhouse 1952 őszén debütált. Csak az első szezonban váltott heteken futott, felváltva Amos 'n' Andy-val. Elég sikeres volt a megújuláshoz, és heti program lett a második évadtól az 1956-os futam végéig. Ida Lupino-t de facto negyedik csillagként hozták a fedélzetre, bár Powell-lel, Boyer-rel és Niven-nel ellentétben nem rendelkezett részvényekkel a társaságban.
Az amerikai televíziós hálózatok néha nyári antológiai sorozatokat működtettek, amelyek fel nem karolt televíziós próbaepizódokból álltak. 1971-től a hosszú távú Masterpiece Theatre dráma-antológiai sorozat brit produkciókat hozott az amerikai televízióba.
2011-ben az Amerikai Horror Story új típusú antológiai formátumot mutatott be az Egyesült Államokban. Minden évad, nem pedig minden epizód, egy önálló történet. A különböző évadokban több színész is feltűnt, de különböző szerepeket játszott - a Four Star Playhouse formátumának példájára.
Az Amerikai Horror Story sikere további évadokon át tartó antológiákat hozott létre, mint például az American Crime Story és a Viszály.

## Film
Az antológia-filmsorozatok ritkák a tévé és rádióbéli társaikhoz képest. A horror műfaján belül többször próbáltak egy franchise-ból antológiát készíteni, mint például a Halloween franchise-al, ahol a harmadik filmet, a Halloween 3. – Boszorkányos időszak című filmet a horrorfilm-sorozat antológia kezdetének szánták, de a negatív fogadtatás miatt a tervet eltették későbbre.

## Fordítás
Ez a szócikk részben vagy egészben  az   Anthology series című angol Wikipédia-szócikk ezen változatának fordításán alapul.  Az eredeti cikk szerkesztőit annak laptörténete sorolja fel. Ez a jelzés csupán a megfogalmazás eredetét és a szerzői jogokat jelzi, nem szolgál a cikkben szereplő információk forrásmegjelöléseként.